# 亚历山大·特罗内
亚历山大·特罗内（法語：Alexandre Trauner，1906年8月3日—1993年12月5日），男，匈牙利裔法国美术指导。曾获得欧洲电影学院终身成就奖。